# فینال جام اتحادیه فوتبال انگلستان ۲۰۲۴
فینال جام اتحادیه فوتبال انگلستان ۲۰۲۴ (به انگلیسی: 2024 EFL Cup Final)، رقابت پایانی جام اتحادیه فوتبال انگلستان که در تاریخ ۲۵ فوریه ۲۰۲۴ میان دو تیم لیورپول و چلسی در ورزشگاه ومبلی لندن برگزار شد. در نهایت باشگاه فوتبال لیورپول برای دهمین بار قهرمان جام اتحادیه فوتبال انگلستان شد.